# Portrét dívky v plamenech
Portrét dívky v plamenech, ve francouzském originále Portrait de la jeune fille en feu, je francouzské historické romantické drama z roku 2019 režisérky Céline Sciamma. V hlavních rolích se objevily Noémie Merlant a Adèle Haenel.
Film získal příznivé ohlasy u kritiků a byl nominován na řadu filmových cen. Na filmovém festivalu v Cannes, kde proběhla oficiální premiéra filmu, byl oceněn cenou za nejlepší scénář, cenou Queer Palm a získal zvláštní uznání pro kameramanku Claire Mathon. Film získal cenu César za nejlepší kameru a byl nominován na Zlatý glóbus v kategorii nejlepší cizojazyčný film.
Film měl oficiální francouzskou premiéru dne 18. září 2019, v českých kinech 26. prosince 2019.

## Obsah filmu
Na konci 18. století vede malířka Marianne lekci malby. Jedna ze studentek se jí dotazuje na její obraz s názvem „Portrét dívky v plamenech“.
Několik let předtím Marianne dorazila na bretaňský ostrov. Hraběnka ji pověřila namalováním portrétu své dcery Héloïsy, která je zasnoubená s milánským šlechticem. Marianne se však dozví, že Héloïse odmítá pózovat pro portrét, protože se nechce vdát. Marianne byla proto Héloïse představena jako dvorní dáma a denně ji doprovázela na jejích vycházkách, aby analyzovala a zapamatovala si její rysy a poté je přenesla na plátno.
Marianne portrét dokončí, ale odmítá zradit Héloïsinu důvěru, a tak jí prozradí skutečný důvod své návštěvy. Héloïse obraz velmi zkritizuje a Marianna ho zničí. Héloïsina matka se chystá poslat Marianne pryč, když se Héloïse rozhodne souhlasit s pózováním pro druhý portrét. V době, kdy je Héloïsina matka pryč, vzniká mezi ženami silné pouto. Jednoho večera si spolu se služebnou Sophií přečtou příběh o Orfeovi a Eurydice a pak debatují o skutečném důvodu Orfeovy proměny. Obě ženy pomohou Sophii podstoupit potrat a jdou na setkání žen, které zpívají a tančí. Tam začnou Héloïsiny šaty hořet, ale rychle je uhasí. Marianne mezitím pronásleduje vidina Héloïse ve svatebních šatech.
Následujícího dne se Marianna a Héloïse vydají do jeskyně, kde se poprvé políbí a ještě téže noci spolu stráví první noc. Během několika následujících dní se jejich románek a vztah dále prohlubují. Jejich vztah však utlumí návrat Héloïsiny matky. Marianne nakreslí kresby Héloïse a sebe, které si vymění, aby na sebe vzpomínaly a krátce se rozloučí. Když Marianne odchází z domu, slyší, jak jí Héloïse říká jako Eurydika Orfeovi: „Otoč se.“ Otočí se a uvidí Héloïse ve svatebních šatech.
Marianne se vrátí do přítomnosti a prozradí, že od té doby viděla Héloïse dvakrát: poprvé v podobě portrétu v umělecké galerii, kde pózuje se svou dcerou, ale v ruce drží knihu otevřenou na straně 28, což je číslo stránky, na kterou Marianne nakreslila svůj autoportrét. Poté se s ní znovu setkává na koncertě, kde ji vidí dojatou u třetí věty Vivaldiho Léta, což ji Marianne dříve hrála na cembalo.

## Obsazení
| Noémie Merlant    | Marianne                       |
| Adèle Haenel      | Héloïse                        |
| Luàna Bajrami     | Sophie                         |
| Valeria Golino    | komtesa                        |
| Christel Baras    | andělíčkářka                   |
| Armande Boulanger | studentka malířství v ateliéru |

## Vznik filmu
V září 2018 bylo oznámeno, že se herečka Adèle Haenel po jedenácti letech od natočení filmu Akvabely znovu setká s režisérkou Céline Sciammou, v režisérčině čtvrtém celovečerním filmu. Natáčení začalo 15. října 2018 v Saint-Pierre-Quiberon na severu poloostrova Quiberon a v Brechu, kde se natáčelo do 24. října 2018. Další natáčení probíhalo v Paříži a skončilo 10. prosince 2018.
Většinu obrazů, které jsou ve filmu k vidění, namalovala Hélène Delmaire. Hudbu k filmu složili Jean-Baptiste de Laubier a Arthur Simonini. Pro Laubiera jde již o čtvrtou spolupráci s režisérkou.
Céline Sciamma prohlásila, že chtěla „natočit film o lásce s naprosto vymyšleným příběhem“, protože se domnívá, že „existuje jen málo filmů zcela věnovaných lásce, přitom jsou často těmi nejlepšími v dějinách kinematografie“. Jako svou filmovou inspiraci zmínila filmy Titanic, Mulholland Drive, dále Alfreda Hitchcocka a scénu za „svitu svíček“ z filmu Barry Lyndon. Ve filmu také odkazuje na film Piano, v němž se postava Ady vrhá se svým nástrojem do vody: v jejím filmu se Marianne také vrhá do vody, aby získala své obrazy. Režisérka vysvětlila, že začátek filmu Portrét hořící dívky lze považovat za pokračování filmů režisérky Jane Campion.
Režisérka staví do popředí filmu „ženský pohled“ a k tomu řekla: „Je to otázka směřování, jak se na tyto ženské postavy dívat vždy jako na subjekty, ne jako na objekty [...] tím, že navrhuje jiný směr pohledu.“

## Ocenění a nominace

### Ocenění
- Filmový festival v Cannes 2019:
  - Cena za nejlepší scénář
  - Queer Palm
  - Cena Vulcain za nejlepšího filmovou technickou profesi, zvláštní uznání pro Claire Mathon
- Filmový festival LGBT filmů In&Out v Nice 2019: cena pro nejlepší celovečerní film
- Evropské filmové ceny 2019: Cena za nejlepší scénář (Céline Sciamma)
- Prix Lumières 2020:
  - Nejlepší herečka (Noémie Merlant)
  - Nejlepší kamera (Claire Mathon)
- César 2020: César pro nejlepší kameru (Claire Mathon)
- Filmový festival Cabourg 2020: Zlatá labuť pro nejslibnější herečku (Luàna Bajrami)

### Nominace
- Zlatý glóbus 2020: Zlatý glóbus za nejlepší cizojazyčný film
- Ceny BAFTA 2020: Nejlepší cizojazyčný film
- Cena Goya 2020: Nejlepší evropský film
- César 2020:
  - César pro nejlepší film (Céline Sciamma a Bénédicte Couvreur)
  - César pro nejlepšího režiséra (Céline Sciamma)
  - César pro nejlepší herečku (Adèle Haenel)
  - César pro nejlepší herečku (Noémie Merlant)
  - César pro nejslibnější herečku (Luàna Bajrami)
  - César pro nejlepší původní scénář (Céline Sciamma)
  - César pro nejlepší kostýmy (Dorothée Guiraud)
  - César pro nejlepší scénografii (Thomas Grézaud)
  - César pro nejlepší zvuk (Julien Sicart, Valérie de Loof a Daniel Sobrino)